# Caumont-sur-Orne
Pour les articles homonymes, voir Caumont.
Caumont-sur-Orne est une ancienne commune française, située dans le département du Calvados en région Normandie, devenue le 1er janvier 2016 une commune déléguée au sein de la commune nouvelle du Hom.
Elle est peuplée de 74 habitants.

## Toponymie
Le nom de la localité est attesté sous la forme Calvus Mons en 1269.
Caumont est la forme normanno-picarde correspondant à Chaumont en français.
L'interprétation communément admise des Caumont, Chaumont, est « Mont chauve ».
L'Orne est un fleuve côtier dans les deux départements de l'Orne et du Calvados.

## Politique et administration
| Période                                  | Période   | Identité        | Étiquette | Qualité     |
| ---------------------------------------- | --------- | --------------- | --------- | ----------- |
| 1977                                     | mars 2015 | Roger Baillieul | SE        | Agriculteur |
| juin 2015,                               | En cours  | Didier Mazingue | SE        | Retraité    |
| Les données manquantes sont à compléter. |           |                 |           |             |

## Démographie
En 2021, la commune comptait 74 habitants. Depuis 2004, les enquêtes de recensement dans les communes de moins de 10 000 habitants ont lieu tous les cinq ans (en 2008, 2013, 2018, etc. pour Caumont-sur-Orne) et les chiffres de population municipale légale des autres années sont des estimations.
| 1793 | 1800 | 1806 | 1821 | 1831 | 1836 | 1841 | 1846 | 1851 |
| ---- | ---- | ---- | ---- | ---- | ---- | ---- | ---- | ---- |
| 131  | 130  | 159  | 138  | 132  | 136  | 142  | 148  | 129  |

| 1856 | 1861 | 1866 | 1872 | 1876 | 1881 | 1886 | 1891 | 1896 |
| ---- | ---- | ---- | ---- | ---- | ---- | ---- | ---- | ---- |
| 130  | 126  | 130  | 113  | 96   | 100  | 91   | 91   | 94   |

| 1901 | 1906 | 1911 | 1921 | 1926 | 1931 | 1936 | 1946 | 1954 |
| ---- | ---- | ---- | ---- | ---- | ---- | ---- | ---- | ---- |
| 83   | 120  | 104  | 84   | 94   | 112  | 109  | 96   | 88   |

| 1962 | 1968 | 1975 | 1982 | 1990 | 1999 | 2008 | 2013 | 2018 |
| ---- | ---- | ---- | ---- | ---- | ---- | ---- | ---- | ---- |
| 76   | 66   | 59   | 65   | 69   | 75   | 83   | 86   | 75   |

| 2019 | - | - | - | - | - | - | - | - |
| ---- | - | - | - | - | - | - | - | - |
| 75   | - | - | - | - | - | - | - | - |

## Lieux et monuments
- Berges de l'Orne.
- Ruisseau des Vaux.
- Ancien moulin.
- Église Saint-Sulpice (XVIIe-XVIIIe siècle).

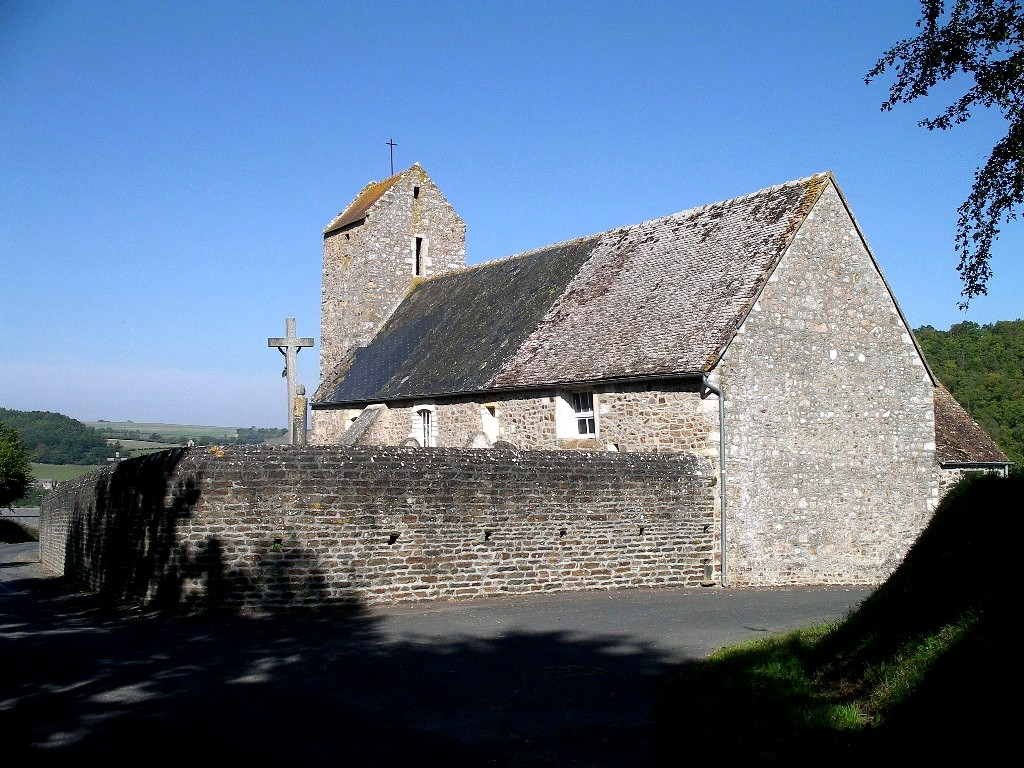
L'église Saint-Sulpice.

- Calvaire monument aux morts des deux guerres mondiales au croisement de la rue Haut-de-Caumont la rue du Vieux-Honnier.
- Calvaire au cimetière devant l'église.